# Башкирське Канчерово
Башки́рське Канче́рово (рос. Башкирское Канчерово) — присілок у складі Кувандицького міського округу Оренбурзької області, Росія.

## Населення
Населення — 210 осіб (2010; 292 у 2002).
Національний склад (станом на 2002 рік):
- башкири — 91 %